# 미국·캐나다 도시별 주요 스포츠 리그 구단 목록
이 문서는 미국과 캐나다에 위치한 도시들의 주요 스포츠 리그 구단 목록이다. MLB, NFL, NBA, NHL, MLS, CFL, 이상 여섯 리그에 가입한 구단으로 구성했다.

## 도시 목록
| 도시명         | 해당 국가 | 야구                                      | 미식축구                              | 농구                                        | 아이스하키                                  | 영식축구                            | 캐나디안 풋볼           | 총계 |
| -------------- | --------- | ----------------------------------------- | ------------------------------------- | ------------------------------------------- | ------------------------------------------- | ----------------------------------- | ----------------------- | ---- |
| 뉴욕           | 미국      | 뉴욕 양키스 뉴욕 메츠                     | 뉴욕 자이언츠 뉴욕 제츠               | 뉴욕 닉스 브루클린 네츠                     | 뉴욕 레인저스 뉴욕 아일런더스 뉴저지 데블스 | 뉴욕 레드불스 뉴욕 시티 FC          |                         | 11   |
| 로스앤젤레스   | 미국      | 로스앤젤레스 다저스 로스앤젤레스 에인절스 | 로스앤젤레스 램스 로스앤젤레스 차저스 | 로스앤젤레스 레이커스 로스앤젤레스 클리퍼스 | 로스앤젤레스 킹스 애너하임 덕스             | 로스앤젤레스 갤럭시 로스앤젤레스 FC |                         | 10   |
| 시카고         | 미국      | 시카고 컵스 시카고 화이트삭스             | 시카고 베어스                         | 시카고 불스                                 | 시카고 블랙호크스                           | 시카고 파이어 FC                    |                         | 6    |
| 샌프란시스코   | 미국      | 샌프란시스코 자이언츠 오클랜드 애슬레틱스 | 샌프란시스코 49ers                    | 골든 스테이트 워리어스                      | 산호세 샤크스                               | 산호세 어스퀘이크스                 |                         | 6    |
| 댈러스         | 미국      | 텍사스 레인저스                           | 댈러스 카우보이스                     | 댈러스 매버릭스                             | 댈러스 스타스                               | FC 댈러스                           |                         | 5    |
| 워싱턴 D.C.    | 미국      | 워싱턴 내셔널스                           | 워싱턴 풋볼팀                         | 워싱턴 위저즈                               | 워싱턴 캐피털스                             | D.C. 유나이티드                     |                         | 5    |
| 필라델피아     | 미국      | 필라델피아 필리스                         | 필라델피아 이글스                     | 필라델피아 세븐티식서스                     | 필라델피아 플라이어스                       | 필라델피아 유니언                   |                         | 5    |
| 마이애미       | 미국      | 마이애미 말린스                           | 마이애미 돌핀스                       | 마이애미 히트                               | 플로리다 팬더스                             | 인터 마이애미 CF                    |                         | 5    |
| 보스턴         | 미국      | 보스턴 레드삭스                           | 뉴잉글랜드 패트리어츠                 | 보스턴 셀틱스                               | 보스턴 브루인스                             | 뉴잉글랜드 레벌루션                 |                         | 5    |
| 미니애폴리스   | 미국      | 미네소타 트윈스                           | 미네소타 바이킹스                     | 미네소타 팀버울브스                         | 미네소타 와일드                             | 미네소타 유나이티드 FC              |                         | 5    |
| 덴버           | 미국      | 콜로라도 로키스                           | 덴버 브롱코스                         | 덴버 너기츠                                 | 콜로라도 아발란체                           | 콜로라도 래피즈                     |                         | 5    |
| 토론토         | 캐나다    | 토론토 블루제이스                         |                                       | 토론토 랩터스                               | 토론토 메이플리프스                         | 토론토 FC                           | 토론토 아고노츠         | 5    |
| 피닉스         | 미국      | 애리조나 다이아몬드백스                   | 애리조나 카디널스                     | 피닉스 선스                                 | 애리조나 코요테스                           |                                     |                         | 4    |
| 디트로이트     | 미국      | 디트로이트 타이거스                       | 디트로이트 라이언스                   | 디트로이트 피스톤즈                         | 디트로이트 레드윙스                         |                                     |                         | 4    |
| 휴스턴         | 미국      | 휴스턴 애스트로스                         | 휴스턴 텍선스                         | 휴스턴 로케츠                               |                                             | 휴스턴 디나모                       |                         | 4    |
| 애틀랜타       | 미국      | 애틀랜타 브레이브스                       | 애틀랜타 팰컨스                       | 애틀랜타 호크스                             |                                             | 애틀랜타 유나이티드 FC              |                         | 4    |
| 시애틀         | 미국      | 시애틀 매리너스                           | 시애틀 시호크스                       |                                             | 시애틀 크라켄                               | 시애틀 사운더스 FC                  |                         | 4    |
| 탬파           | 미국      | 탬파베이 레이스                           | 탬파베이 버커니어스                   |                                             | 탬파베이 라이트닝                           |                                     |                         | 3    |
| 피츠버그       | 미국      | 피츠버그 파이리츠                         | 피츠버그 스틸러스                     |                                             | 피츠버그 펭귄스                             |                                     |                         | 3    |
| 클리블랜드     | 미국      | 클리블랜드 가디언즈                       | 클리블랜드 브라운스                   | 클리블랜드 캐벌리어스                       |                                             |                                     |                         | 3    |
| 신시내티       | 미국      | 신시내티 레즈                             | 신시내티 벵골스                       |                                             |                                             | FC 신시내티                         |                         | 3    |
| 캔자스시티     | 미국      | 캔자스시티 로열스                         | 캔자스시티 치프스                     |                                             |                                             | 스포르팅 캔자스시티                 |                         | 3    |
| 내슈빌         | 미국      |                                           | 테네시 타이탄스                       |                                             | 내슈빌 프레더터스                           | 내슈빌 SC                           |                         | 3    |
| 샬럿           | 미국      |                                           | 캐롤라이나 팬서스                     | 샬럿 호네츠                                 |                                             | 샬럿 FC                             |                         | 3    |
| 몬트리올       | 캐나다    |                                           |                                       |                                             | 카나디앵 드 몽레알                          | CF 몽레알                           | 몬트리올 알루에츠       | 3    |
| 밴쿠버         | 캐나다    |                                           |                                       |                                             | 밴쿠버 캐넉스                               | 밴쿠버 화이트캡스 FC                | BC 라이언스             | 3    |
| 세인트루이스   | 미국      | 세인트루이스 카디널스                     |                                       |                                             | 세인트루이스 블루스                         |                                     |                         | 2    |
| 볼티모어       | 미국      | 볼티모어 오리올스                         | 볼티모어 레이븐스                     |                                             |                                             |                                     |                         | 2    |
| 라스베이거스   | 미국      |                                           | 라스베이거스 레이더스                 |                                             | 베이거스 골든 나이츠                        |                                     |                         | 2    |
| 인디애나폴리스 | 미국      |                                           | 인디애나폴리스 콜츠                   | 인디애나 페이서스                           |                                             |                                     |                         | 2    |
| 밀워키         | 미국      | 밀워키 브루어스                           |                                       | 밀워키 벅스                                 |                                             |                                     |                         | 2    |
| 뉴올리언스     | 미국      |                                           | 뉴올리언스 세인츠                     | 뉴올리언스 펠리컨스                         |                                             |                                     |                         | 2    |
| 버펄로         | 미국      |                                           | 버펄로 빌스                           |                                             | 버펄로 사브레스                             |                                     |                         | 2    |
| 올랜도         | 미국      |                                           |                                       | 올랜도 매직                                 |                                             | 올랜도 시티 SC                      |                         | 2    |
| 포틀랜드       | 미국      |                                           |                                       | 포틀랜드 트레일블레이저스                   |                                             | 포틀랜드 팀버스                     |                         | 2    |
| 콜럼버스       | 미국      |                                           |                                       |                                             | 콜럼버스 블루재키츠                         | 콜럼버스 크루 SC                    |                         | 2    |
| 솔트레이크시티 | 미국      |                                           |                                       | 유타 재즈                                   |                                             | 리얼 솔트레이크                     |                         | 2    |
| 캘거리         | 캐나다    |                                           |                                       |                                             | 캘거리 플레임스                             |                                     | 캘거리 스탬피더스       | 2    |
| 오타와         | 캐나다    |                                           |                                       |                                             | 오타와 세너터스                             |                                     | 오타와 레드블랙스       | 2    |
| 에드먼턴       | 캐나다    |                                           |                                       |                                             | 에드먼턴 오일러스                           |                                     | 에드먼턴 엘크스         | 2    |
| 위니펙         | 캐나다    |                                           |                                       |                                             | 위니펙 제츠                                 |                                     | 위니펙 블루 보머스      | 2    |
| 샌디에고       | 미국      | 샌디에고 파드리스                         |                                       |                                             |                                             |                                     |                         | 1    |
| 샌안토니오     | 미국      |                                           |                                       | 샌안토니오 스퍼스                           |                                             |                                     |                         | 1    |
| 새크라멘토     | 미국      |                                           |                                       | 새크라멘토 킹스                             |                                             |                                     |                         | 1    |
| 잭슨빌         | 미국      |                                           | 잭슨빌 재규어스                       |                                             |                                             |                                     |                         | 1    |
| 오클라호마시티 | 미국      |                                           |                                       | 오클라호마시티 선더                         |                                             |                                     |                         | 1    |
| 멤피스         | 미국      |                                           |                                       | 멤피스 그리즐리스                           |                                             |                                     |                         | 1    |
| 롤리           | 미국      |                                           |                                       |                                             | 캐롤라이나 허리케인스                       |                                     |                         | 1    |
| 그린베이       | 미국      |                                           | 그린베이 패커스                       |                                             |                                             |                                     |                         | 1    |
| 오스틴         | 미국      |                                           |                                       |                                             |                                             | 오스틴 FC                           |                         | 1    |
| 해밀턴         | 캐나다    |                                           |                                       |                                             |                                             |                                     | 해밀턴 타이거-캐츠      | 1    |
| 리자이나       | 캐나다    |                                           |                                       |                                             |                                             |                                     | 서스캐처원 러프라이더스 | 1    |
| 총계           | 2개국     | 30                                        | 32                                    | 30                                          | 32                                          | 28                                  | 9                       | 161  |

## 같이 보기
- 미국·캐나다 주별 주요 스포츠 리그 구단 목록